# Марянкі (Ліпський повіт)
Марянкі (пол. Marianki) — село в Польщі, у гміні Цепелюв Ліпського повіту Мазовецького воєводства.
Населення — 202 особи (2011).
У 1975-1998 роках село належало до Радомського воєводства.

## Демографія
Демографічна структура станом на 31 березня 2011 року:
|          | Загалом | Допрацездатний вік | Працездатний вік | Постпрацездатний вік |
| -------- | ------- | ------------------ | ---------------- | -------------------- |
| Чоловіки | 105     | 18                 | 73               | 14                   |
| Жінки    | 97      | 14                 | 47               | 36                   |
| Разом    | 202     | 32                 | 120              | 50                   |